# Jaune devant, marron derrière
Jaune devant, marron derrière est une pièce de théâtre française produite par la troupe du Café de la Gare et créée en 1969. Comédie en prose, cette pièce, composée d'une série de tableaux humoristiques et loufoques, s'inscrit dans la nouvelle vague du Café-théâtre de Paris, dont la pièce Des boulons dans mon yaourt créée par la même troupe durant la même période est la première du genre.

## Intrigue
Jeux de mots, successions de tableaux humains, de parodies du Théâtre classique ou d'avant-garde, de portraits au vitriol, dans l'esprit « bête et méchant » de journaux satiriques comme Hara-kiri ou Charlie Hebdo agrémentés d'une bande sonore et ponctuée de chansons interprétées par les protagonistes et quelques musiciens. Ainsi, un chirurgien propose à son assistante prénommée Paulette, de traiter une escarre chez un patient alité. Le gag est dévoilé en quelques secondes, le médecin s'exclamant : « Poussez, poussez l'escarre, Paulette ! » faisant référence à une célèbre chanson de l'opérette Véronique.

## Autour de la pièce
Romain Bouteille prend en compte la créativité des participants, écrivant et améliorant chaque soir de représentation, les gags, les dialogues et la scénographie. Il prend officiellement le titre d'auteur de la pièce en 1974. Il adapte l'œuvre pour un one man show, notamment en représentation aux « Rencontres d'été de la Chartreuse » de Villeneuve-lès-Avignon à partir du 27 juillet 1974. Coluche quitte la troupe du café de la gare à la fin de cette période, au cours d'une nouvelle répétition mouvementée de Des boulons dans mon yaourt.

## Distribution
- Auteur, mise en scène : Romain Bouteille
- Adaptation et dialogues : Collective, troupe du Café de la Gare
- Romain Bouteille
- Coluche
- Patrick Dewaere
- Miou-Miou
- Henri Guybet
- Sotha
- Jean-François Maurin